# كلية رود أيلاند للتصميم

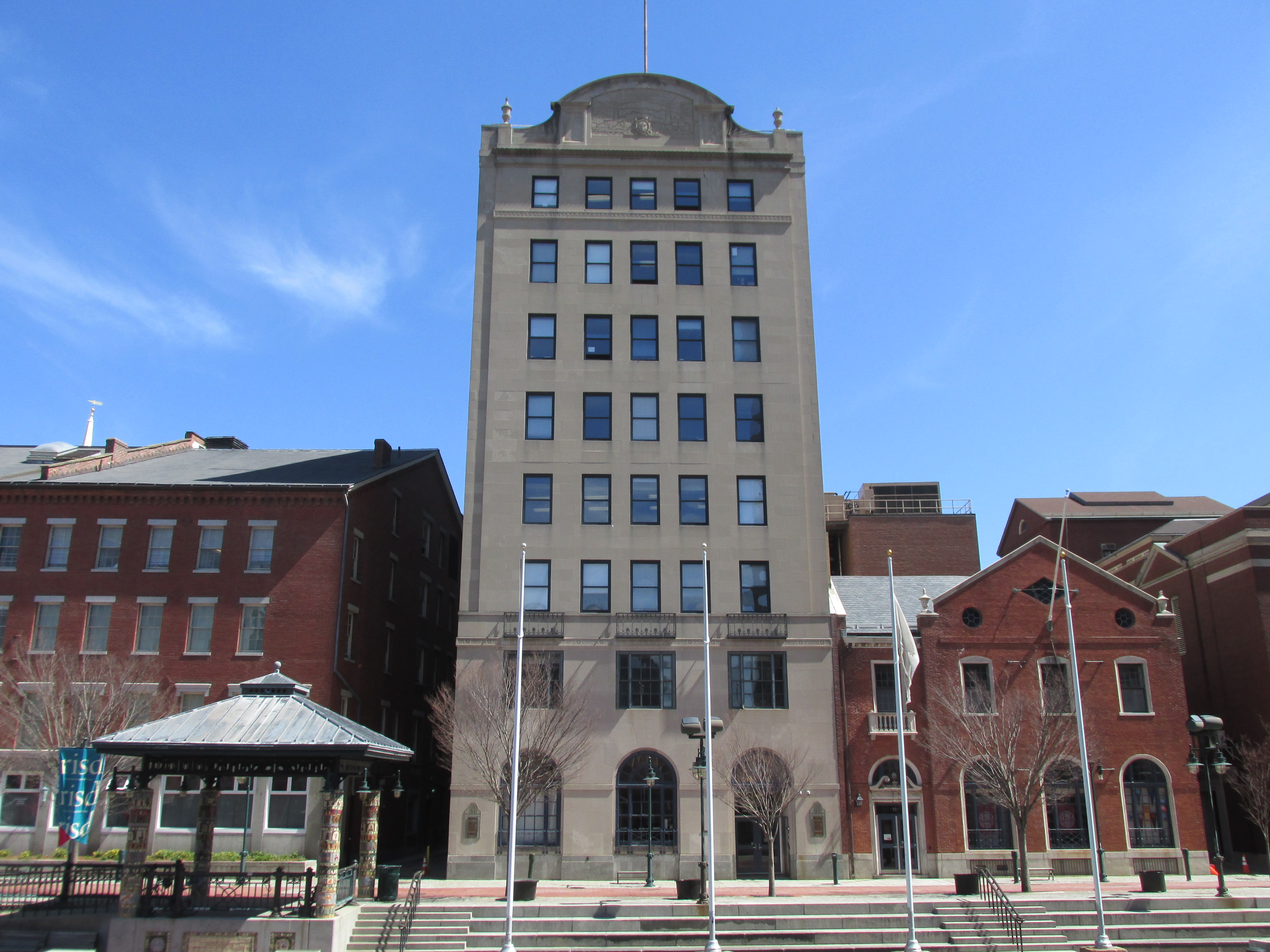
مركز التصميم، ريزد

مدرسة رود أيلاند للتصميم (RISD ريزد) هي كلية فنون جميلة وتصميم تقع في بروفيدنس، رود آيلاند بالولايات المتحدة. وقد صنفت على أنها من أفضل جامعات الفنون الجميلة والتصميم حول العالم، وعادة ما تتناوب مع جامعة ييل.
تأسست جامعة ريزد سنة 1877، ويقع حرم الجامعة إلى جوار حرم جامعة براون، وتشترك المؤسستان نفس الموارد الإجتماعية، والأكاديمية، والمجتمعية، وتقدم دورات مشتركة. تضم الجامعة 350 عضو هيأة تدريس، و400 موظف، وحوالي 1,880 طالب جامعي.